# Roberta Potrich
Roberta Potrich (Rovereto, 29 gennaio 1974) è un'attrice, modella e conduttrice televisiva italiana. È anche interprete di fotoromanzi.

## Biografia
Negli anni novanta, dopo avere partecipato al concorso nazionale “Un volto per il cinema” ed essersi classificata al secondo posto con il titolo di Miss Eleganza, nella sfilata finale svoltasi a Venezia; si trasferisce a Milano per intraprendere la professione di modella. Da subito inizia a lavorare nelle grandi capitali della moda dove sfila sulle più importanti passerelle (Gianni Versace, Dolce & Gabbana, Krizia, Max Mara, Rena Lange, Mila Schön ), e a Parigi, città in cui risiede per lunghi periodi. All'inizio della sua carriera è rappresentata dall'agenzia internazionale di modelle Riccardo Gay Model Management. Diventa testimonial di noti marchi pubblicitari tra i quali Galbani, Cadey, Giochi Preziosi, Epson ed è l'immagine campagna stampa dei Prodotti di Bellezza Yves Rocher, del brand di Pelletteria Plinio Visonà, di Sky, delle Case editrici De Agostini e Edibrico Far da sé. Inoltre è la testimonial delle Case di Moda Mariella Burani, Mila Schön e di altre Maison d'abbigliamento e di Gruppi commerciali.
Le collaborazioni professionali con importanti atelier sanciscono il suo ingresso nella ristretta cerchia delle top model del periodo.
Appare sulle copertine di riviste di moda e spettacolo, quali Cosmopolitan, Amica, Sette, Oggi, Fashion, Donna Moderna, Fai da te facile, Mipel, Mood, Più Sani Più Belli, Starbene, UNO Magazine e molte altre. Partecipa ad importanti manifestazioni ed eventi di moda televisivi quali Donna sotto le stelle e posa per i più noti fotografi: Gianmarco Chieregato, Dario Plozzer, Bruno Oliviero, Maurizio Montani, Alessandro Russotti, Paolo Ranzani. È la modella di vari pittori figurativi, diplomati all'Accademia di Belle Arti di Brera e alla Scuola del Castello Sforzesco, tra i quali l'artista Vena Camillo. Agli esordi della sua carriera è stata paragonata a Carol Alt per la somiglianza fisica, soprattutto nello sguardo luminoso e profondo.
A fine anni novanta, dopo avere frequentato il CTA (Centro Teatro Attivo) di Milano sotto la guida di Nicoletta Ramorino, partecipa in qualità di attrice alla miniserie tv I racconti di Quarto Oggiaro e Atlantis, real movie di quattro ore, trasmesso in quattro puntate, basato sulla storia vera di una ragazza madre, lavori entrambi diretti da Gilberto Squizzato e trasmessi da Rai 1. Nel 2000 è nel cast del film Bibo per sempre, regia di Enrico Coletti con Teo Teocoli e Anna Galiena. Nel frattempo continua a studiare recitazione frequentando Corsi di specializzazione con l'insegnante, attrice, regista teatrale Beatrice Bracco e con l'attrice di Teatro e Cinema Mirella Falco; inoltre Laboratori e seminari teatrali con l'attore e regista Coco Leonardi, con il quale approfondisce il Metodo Stanislavskij.
Nel 2003 entra nella rosa delle dieci finaliste per il Calendario Pirelli.
Dal 2003 in poi è protagonista di molti fotoromanzi sulla rivista Grand Hotel e la corrispettiva rivista francese Nous Deux, di videoclip musicali e di numerose telepromozioni Rai e Mediaset, in seguito continua la professione di attrice alternandola a quella di conduttrice. Nel 2004 partecipa al film Ocean's Twelve di Steven Soderbergh.
Nello stesso anno conduce con Tony Martucci il Premio Giovanni D'Anzi per Telenova regia di Ermanno Colombo. Nel 2005 ricopre il ruolo della Madre Superiora del carcere nella fiction Rai De Gasperi - L'uomo della speranza per la regia di Liliana Cavani. Sempre nel 2005 conduce nuovamente il Premio Giovanni D'Anzi con Tony Martucci, per TV7 Lombardia. Per tre stagioni consecutive 2005 - 2006 e 2007 è protagonista e co-protagonista delle docufiction per la trasmissione televisiva L'Italia sul 2, condotta da Monica Leofreddi e Milo Infante, regia di Daniele Cama, Loredana Moro e Gianpiero Rizzo.
Dal 2007 al 2008 conduce la trasmissione Fai da te facile sul canale Sky Family Life TV per la regia di Max Leonida Bastoni, appuntamento settimanale dove insegna ad eseguire i piccoli lavori di abbellimento della casa e del giardino.
Sempre nel 2008 recita con Cesare Bocci in due episodi della fiction televisiva Rai Terapia d'urgenza diretta da Lucio Gaudino. Nello stesso anno partecipa al film The International di Tom Tykwer. Nella stagione televisiva 2008 - 2009 interpreta le docufiction del contenitore pomeridiano Italia allo specchio su Rai 2, condotto da Francesca Senette. Nel 2010 recita in un episodio della fiction All Stars, trasmessa su Italia 1 con Ambra Angiolini e Fabio De Luigi, per la regia di Massimo Martelli.
Nel 2014 è la protagonista del film Dietro l'immagine di Paolo Carlini, un viaggio nella vita di un affermato fotografo. Interpreta il ruolo di una supermodella. Nello stesso anno diventa testimonial della Campagna stampa The Maldives Indian Ocean 2014/2015 dove appare come un'elegante creatura marina, una contemporanea sirena. È la testimonial della campagna stampa “Feste in allegria” realizzata da Milano Eventi 2015. Nella campagna si mostra in versione sexy Babba Natale, con mini completino rosso e cappellino a tema. Dal 2000 presenta varie telepromozioni all'interno di numerosi programmi Rai e Mediaset. Nel 2020 è la testimonial della campagna stampa per il 60º anniversario del marchio Garnier.

## Filmografia

### Cinema
- Bibo per sempre, regia di Enrico Coletti (2000)
- Quello che le ragazze non dicono, regia di Carlo Vanzina (2000)
- Ocean's Twelve, regia di Steven Soderbergh (2004)
- The International, regia di Tom Tykwer (2009)
- Backward, regia di Max Leonida (2010)
- Dietro l'immagine, regia di Paolo Carlini (2014)
- In Search of Fellini, regia di Taron Lexton (2017)
- Menocchio, regia di Alberto Fasulo (2018)
- Amici come prima, regia di Christian De Sica (2018)

### Televisione
- I racconti di Quarto Oggiaro, regia di Gilberto Squizzato (1999)
- Atlantis, regia di Gilberto Squizzato - miniserie TV (2000)
- La città infinita, regia di Gilberto Squizzato - film TV (2002)
- De Gasperi - L'uomo della speranza, regia di Liliana Cavani - miniserie TV (2005)
- Terapia d'urgenza, regia di Lucio Gaudino - serie TV (2008)
- All Stars, regia di Massimo Martelli - serie TV (2010)
- Din Don - Un paese in due, regia di Paolo Geremei - film TV (2022)
- Ricci e Capricci 4, regia di Valentina Urlira - sitcom La5 (2022)

#### Cortometraggi
- Diabolik ed Eva Kant, regia di Marco Becchi (2005)
- Basta basta sigaretta di Memo Remigi, Alberto Testa e Antonio Martucci, regia di Max Leonida (2006) - Campagna nazionale contro il fumo per la Lega Italiana per la Lotta ai Tumori (LILT)

## Programmi TV
- Premio Giovanni D'Anzi (2004-2005) - Telenova
- Fai da te facile (2007-2008) - Family Life TV, regia di Max Leonida Bastoni, a cura della casa editrice Edibrico - Edizioni per il fai da te

## Videoclip
- Non siamo eroi, di Sergio Moschetto, regia di Max Leonida (2006)